# Nacionalni park Miguasha
Nacionalni park Miguasha, poznat i kao Nalazište fosila zaljeva Escuminac, Escuminac tvorevina gornjeg devona i Hugh-Miller litice, je nacionalni park u zaljevu Chaleur, blizu grada Carleton-sur-Mer na poluotoku Gaspé u Quebecu. Park površine 873 km² je osnovan 1985. godine kako bi se zaštitilo područje bogato fosilima, ključnima za razumijevanje evolucije života na Zemlji. Zbog toga je Nacionalni park Miguasha upisan na UNESCO-ov popis mjesta svjetske baštine u Sjevernoj Americi 1999. godine.

## Odlike
Litice nacionalnog parka Miguasha su široke oko 1 km i pružaju se 8 km sjevernom stranom bale rijeke Ristigouche. Ove stijene, koje se pružaju od 300-600 m u dubinu, su sive sedimentne stijene nastale slaganjem naizmejeničnih slojeva pješčenjaka i slanca u kasnom devonu, poznatom kao „razdoblje riba” (prije 385-360 milijuna godina). Upravo ovdje je pronađeno šest od osam fosilnih skupina riba iz ovog razdoblja, uključujući najveći broj i najočuvanije fosile mesoperki od kojih su se razvili prvi četveronožni kralježnjaci koji su udisali zrak, tetrapodi. Upravo su do znanstvenog zaključka kako su se tetrapodi razvili od riba pridonijeli važni pronalasci fosila mesoperki Eusthenopteron fordi (nadimka „princ Minguashe”) i Elpistostege watsoni.
Neki od fosila pronađenih u Miguashi su primjeri rijetkih i drevnih vrsta poput najstarije sjemenjače na Zemlji, Archaeopteris, te najstarijeg škorpiona, Petaloscorpio. Od makroflore pronađeno je i 10 vrsta prvih vaskularnih (viših) biljaka, a od mikroflore više od 80 vrsta.
Prve fosile, koji su u Britanskom muzeju i Kraljevskom škotskom muzeju izazvali popriličnu senzaciju, pronašao je 1842. godine Abraham Gesner (1797. – 1864.), geolog i doktor medicine. Više od stotinu godina fosili iz Miguashe su slovili kao jedinstveni i bili jedini dokazi evolucije kasnog devona. Do danas pronađeno je oko 5000 fosila samo na ovim liticama.
- Oklopna riba roda Bothriolepis
- Bothriolepis canadensis u Prirodoslovnom muzeju Field, Chicago
- Bothriolepis canadensis
- Prirodoslovni muzej Miguasha

## Vanjske poveznice
- UNEP-WCMC profile  Arhivirana inačica izvorne stranice od 26. studenoga 2005. (Wayback Machine) (engl.)
- Arhivirana inačica izvorne stranice od 11. travnja 2007. (Wayback Machine) (fr.)
- Parcs Québec: Parc National de Miguasha (engl.)
- Panofotografije  Arhivirana inačica izvorne stranice od 27. svibnja 2012. (Wayback Machine) na Patrimonium-mundi.org